# Путч
Путч (нем. Putsch — переворот) — попытка совершить государственный переворот (мятеж, переворот) небольшой группой заговорщиков. В случае неудачи он называется мятежом.

## История
В период развития цивилизации на земле, в разных странах (краях, землях, регионах) создавались различные государства, с различными режимами. В этих государствах существовали различные взаимоотношения между руководством (властные структуры) и его населением. Тe, кто был недоволен кем-либо и чем-либо в государстве, стремился это изменить, не всегда законным путём, и одним из них был совершение государственного переворота (в немецких землях переворот назывался путч, например Капповский путч)
Путч характерен насильственными действиями, при этом отсутствует широкая поддержка населения, нет чёткой программы действий. По версии А. И. Ковлера, это деяние является авантюристическим, антиконституционным действием, которое влечёт за собой юридическую ответственность.
По мнению М. Банковича, этот переворот (революцию) совершает формализованная структура, которая находится в системе охраны и обороны государства (главы государства), то есть его вооружённых сил и где присутствует единое командование, при этом не являясь армией. Согласно Э. Люттваку, революции совершаются левыми силами, а путч и пронунсиаменто — правыми. При этом им утверждается, что путч — это явление, характерное для военного и короткого послевоенного периодов.
М. Р. Миленкович считает, что путч это самая милитаризованная форма государственного переворота. В западных трудах появляются новые термины, в том числе «демократический путч», относящийся, по их мнению, к переворотам которые были реализованы в государствах с автократическими режимами.

## Примеры
Примерами путчей, по мнению некоторых людей, служат (имея различные названия):
- Путч Хилона, в Спарте, в 218 году до нашей эры[7];
- Бланкистский путч, 12 — 13 мая 1839 года[8];
- «Корниловское выступление», в 1917 году, в Российской республике, совершённое Л. Г. Корниловым для установления военной диктатуры;

- «Капповский путч»[9][1], в 1920 году, против правительства Веймарской республики, лидером которого был В. Капп[4];
- Путч Леонардопулоса — Гаргалидиса;
- «Пивной путч» или «Мюнхенский путч», в 1923 году, в Веймарской республике под руководством Адольфа Гитлера[10];
- Путч 6 февраля 1934 года в Париже;
- Путч 17—18 июля — попытка государственного переворота в Испании;
- Путч молодых офицеров — мятеж националистически настроенных офицеров японской армии;
- Путч генералов — вооруженный мятеж французских частей, расквартированных в Алжире;
- «Августовский путч», в 1991 году, в Союзе ССР во главе лидеров ГКЧП[2][3];
- «Октябрьский путч»[11] или Путч 1993 года — события сентября — октября 1993 года в Москве;
- Мятеж ЧВК "Вагнер" - события 23-24 июня 2023 года в России
- и другие.